# Jacopo Guarnieri
Jacopo Guarnieri (Vizzolo Predabissi, 14 agosto 1987) è un ex ciclista su strada ed ex pistard italiano.
È stato professionista dal 2009 al 2024.

## Carriera

### Esordi
Inizia a gareggiare a sei anni con il Club Ciclistico Cremonese 1891, nel 1993 tra la categoria G1 e G6 conquista circa 130 vittorie. Approda poi nella categoria allievi e si aggiudica tredici corse. Passa poi juniores con la S.C. Biringhello-Domina Vacanze e centra altri venti successi. Nel 2004 si laurea Campione italiano su pista nell'americana, dove diventa anche Campione europeo, e nello sprint a squadre. L'anno seguente conquista altri due titoli nazionali juniores, nella corsa a punti e nell'americana. Dal 2006 al 2008 è Under 23 con la maglia della Marchiol-Site-Famila: vince ventitré gare, tra cui i titoli nazionali open su pista nell'americana e nell'inseguimento a squadre.

### 2009-2011: Liquigas
Passa professionista nel 2009 con la Liquigas, che in gennaio lo fa debuttare al Tour Down Under in Australia. Alla prima competizione in Italia, il Gran Premio Costa degli Etruschi, giunge secondo battuto in volata dal solo Alessandro Petacchi. Il 4 agosto 2009 arriva quindi il primo successo tra i pro: vince in volata la terza tappa del Giro di Polonia, importante corsa del calendario UCI ProTour. Conquista anche il Campionato italiano su pista nell'Inseguimento a squadre.
L'anno successivo centra un'altra vittoria parziale al Giro di Polonia e una al Circuit Franco-Belge, mentre nel 2011 fa sua una semitappa alla Tre giorni di La Panne.

### 2012-2014: Astana
Nel 2012 passa all'Astana. Durante tutta la prima stagione fatica ad ambientarsi pur dimostrando di essere in forma come in occasione della Parigi-Roubaix alla quale partecipa da protagonista, rallentato solamente da una foratura negli ultimi chilometri di gara. La presenza di campioni come Vincenzo Nibali e Andrea Guardini mutano la figura da velocista di Guarnieri a quella di gregario d'eccellenza. Nel corso del 2013 e del 2014 è presente a tutte le tappe del ProTour a cui l'Astana prende parte e diventa un elemento quasi insostituibile all'interno del team.

### 2015-2016: Katusha
Nel 2015 viene acquistato dal Team Katusha con cui firma un contratto biennale. Qui trova numerosi corridori del calibro di Alexander Kristoff, Purito Rodriguez, Luca Paolini e numerosi atleti esperti come Aleksandr Porsev e Marco Haller con i quali forma un gruppo davvero competitivo. Durante questo anno Guarnieri è impiegato come ultimo uomo nel treno per Alexander Kristoff. L'annata 2015 è considerata più che positiva come riportato anche dalla società: 40 vittorie complessive e più di 200 podi; questo fa sì che il ruolo di Jacopo Guarnieri diventi indispensabile per il team russo culminando in una convocazione al suo primo Tour de France al quale mette in mostra tutte le sue qualità. Viene inserito dal CT Davide Cassani nella prima lista di convocati per i campionati del mondo di Richmond in programma dal 20 al 27 settembre 2015. La Coppa Agostoni e la Coppa Bernocchi in Lombardia non hanno fornito risposte abbastanza importanti a Cassani, che decide di non convocare Guarnieri negli undici iridati di Richmond.

## Palmarès

### Strada
- 2005 (Juniores)

Trofeo Città di Ivrea
Trofeo comune di Vertova - Memorial Pietro Merelli
- 2006 (Marchiol - Team 2000, una vittoria)

Coppa 1º Maggio - Memorial Sergio Viola
- 2007 (Marchiol Ima Famila Site Liquigas, dieci vittorie)

Gran Premio Ceda
Giro delle Tre Provincie
Circuito di Sant'Urbano - Gran Premio Fadalti
Trofeo Gino Visentini
Circuito del Porto-Trofeo Internazionale Arvedi
7ª tappa Olympia's Tour (Hardenberg > Son en Breugel)
Trofeo Alcide De Gasperi
1ª tappa Giro del Veneto e delle Dolomiti (Montebello Vicentino > Montebello Vicentino)
5ª tappa 1ª semitappa Giro del Veneto e delle Dolomiti (Grigno > Castione di Loria)
Trofeo Comune di Acquanegra sul Chiese - Gran Premio d'Autunno
- 2008 (Marchiol Emisfero Liquigas, undici vittorie)

Memorial Polese
Giro delle Tre Provincie
La Popolarissima
Gran Premio Fiera della Possenta
ZLM Tour
1ª tappa Giro delle Regioni (Artena > Artena)
2ª tappa Giro Ciclistico Pesche Nettarine di Romagna (Massalombarda > Ravenna)
5ª tappa Giro Ciclistico Pesche Nettarine di Romagna (Mordano > Faenza)
Gran Premio Città di Verbania
Trofeo Marmortreppen - Memorial Guido Zamperioli
Coppa del Mobilio, prova in linea
- 2009 (Liquigas, una vittoria)

3ª tappa Tour de Pologne (Bielsk Podlaski > Lublino)
- 2010 (Liquigas-Doimo, due vittorie)

1ª tappa Tour de Pologne (Sochaczew > Varsavia)
2ª tappa Circuit Franco-Belge (Lessines > Poperinge)
- 2011 (Liquigas-Cannondale, una vittoria)

3ª tappa, 1ª semitappa Driedaagse De Panne - Koksijde (De Panne > De Panne)

#### Altri successi
- 2005 (Juniores)

Classifica a punti Int. Junioren Driedaagse van Axel

### Pista
- 2008

Campionati italiani, Inseguimento a squadre (con Alex Buttazzoni, Davide Cimolai, Gianni Da Ros e Elia Viviani)
Campionati italiani, Americana (con Alex Buttazzoni)
- 2009

Campionati italiani, Inseguimento a squadre (con Davide Cimolai, Daniel Oss e Elia Viviani)
- 2011

Sei Giorni delle Rose (con Elia Viviani)

## Piazzamenti

### Grandi Giri
- Giro d'Italia

2019: 132º
2020: 128º
2022: 136º
- Tour de France

2015: 149º
2016: 165º
2017: fuori tempo massimo (9ª tappa)
2018: 144º
2021: fuori tempo massimo (9ª tappa)
2023: non partito (5ª tappa)
- Vuelta a España

2010: 149º
2014: 150º
2021: ritirato (9ª tappa)

### Classiche monumento
- Milano-Sanremo

2012: 17º
2015: 92º
2016: 37º
2017: 151º
2018: 49º
2019: 55º
2020: 102º
2021: 95º
2023: 124º
2024: 147º
- Giro delle Fiandre

2010: ritirato
2011: ritirato
2012: ritirato
2013: non partito
2015: ritirato
2016: 81º
2017: ritirato
2018: ritirato
2019: ritirato
- Parigi-Roubaix

2009: ritirato
2010: fuori tempo
2011: ritirato
2012: 23º
2013: 31º
2016: non partito
2017: ritirato
2018: 65º
2019: ritirato
2024: ritirato
- Giro di Lombardia

2015: ritirato
2024: ritirato

### Competizioni mondiali
- Campionati del mondo

Vienna 2005 - In linea: 4º
Ponferrada 2014 - Cronosquadre: 12º
Doha 2016 - In linea Elite: 11º

### Competizioni europee
- Campionati europei

Mosca 2005 - In linea Juniores: 8º
Sofia 2007 - In linea Under-23: 6º
Herning 2017 - In linea Elite: 68º
Glasgow 2018 - In linea Elite: 41º
Monaco di Baviera 2022 - In linea Elite: 66º

## Riconoscimenti
- Oscar TuttoBici juniores nel 2005
- Premio Coraggio e Avanti nel 2009